# Gmünd NÖ
Gmünd NÖ je pohraniční přechodová stanice ve městě Gmünd v Dolním Rakousku, sousedí s českou železniční stanicí České Velenice. Stanice je rozdělena na dvě části. V jedné části je železnice o rozchodu 1435 mm (dříve známá jako Dráha císaře Františka Josefa) v současnosti provozovaná ÖBB-Infrastruktur od hranice s Českem do stanice Wien Franz-Josefs-Bahnhof. Tato část stanice je elektrizována střídavou napájecí soustavou 15 kV, 16,7 Hz. Druhou část stanice je úzkokolejná na Waldviertelské železnici mezi Groß Gerungs, Litschau a Heidenreichsteinem.

## Provoz
Stanice na dráze Františka Josefa je průjezdná a je na ní pravidelný provoz rychlíků Silva Nortica (R17 v Česku – na území Rakouska se označuje jako REX41 – Regional Express) z Prahy a spěšných vlaků z Českých Velenic, které provozuje ÖBB. Rychlíky jedoucí z/do Česka jsou taženy lokomotivami Siemens Taurus.[zdroj?]